# 算术移位

二进制数算术右移1位。最左邊的數值不變

二进制数算术左移1位。最右邊的位置則用零填充。

在程序设计中，算术移位是一种位操作，有时被称为有符号移位。它分為算术左移和算术右移。对于二进制数来说，算术移位可以移动每個數字的位置，即每個數字都能被移动，而空出的位置又被其他數字填充。当向右移动时，最左边的位置依舊保留原有位置的數值。